# Панель задач

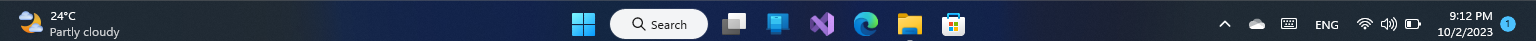

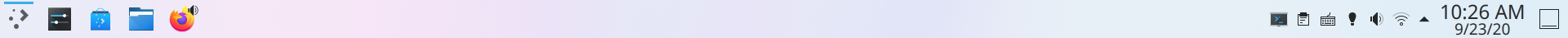
Разновидности панелей задач

Панель задач — элемент интерфейса, отображающийся на краю рабочего стола и использующийся для быстрого запуска программ или слежения за изменениями уже запущенных программ. Microsoft представила панель задач в Windows 95 в 1995, что в итоге привело к широчайшему распространению этого элемента интерфейса не только в Windows, но и во многих других операционных системах и средах рабочего стола.

## Ранние вариации

### Windows 1.0
Windows 1.0, выпущенная в 1985, обладала горизонтальной панелью внизу, где отображались запущенные программы, изображённые значками (отсылка к времени «иконизации»). Окно могло быть скрыто двойным кликом на заголовок окна, перемещением окна в свободную ячейку панели или с помощью команды в меню. Уменьшенное окно восстанавливается обратными действиями: нажатием на иконку в панели или перемещением иконки на рабочий стол.
Панель имела множество мест для иконок и могла расширяться по вертикали. Цвет панели по умолчанию был такой цветом фона, однако его можно было настроить. Уменьшенное окно помещалось в свободное место. Иконки не могли покинуть панель, пока они были свёрнуты.

### Arthur
Другая ранняя реализация панели задач была представлена в Arthur от компании Acorn Computers. Такой элемент дизайна в системе был назван Icon bar и является неотъемлемой частью последователя системы Arthur — RISC OS. Панель содержала примонтированные диски, запущенные приложения и системные приложения. Иконки имели всплывающие подсказки и могли менять своё местоположение.

### Amiga
AmigaOS представила третью реализацию панели задач и сохранила эту реализацию поныне. Например, AmiDOCK, возникший как сторонняя утилита, был интегрирован в AmigaOS с версии 3.9. Операционная система AROS имела свою версию Amistart, что обеспечивает пользователю бесплатную установку системы. Также MorphOS обеспечивается утилитой, похожей на панель из AmigaOS или OS X.

## Microsoft Windows
По умолчанию в Windows находится внизу экрана и включает в себя: меню «Пуск», панель быстрого запуска, иконки приложений, область уведомлений. Панель быстрого запуска была добавлена с Windows Desktop Update и не была включена по умолчанию в Windows XP. В Windows 7 эта панель была убрана в пользу прикрепления иконок приложений в панели задач. В Windows 8 кнопка «Пуск» была удалена в пользу экранной панели, которая находится слева.
Панель управления изначально была предназначена для Windows 95, но была основана на функции системы под названием трей, как часть проекта Windows Cairo
.
С выпуском Windows XP разработчики изменили поведение панели в соответствии с законом Фиттса и убрали ненужные пиксели, окружающие кнопку «Пуск», пока кнопка не активирована, и появляющиеся, когда кнопка активируется.

### Элементы панели задач
- Кнопка меню «Пуск», главный элемент в Windows, кнопка, показывающая Меню «Пуск». Отсутствует в Windows 8 и Windows Server 2012.
- Панель быстрого запуска, представленная Windows 95 и Windows NT 4.0 благодаря Windows Desktop Update для Internet Explorer 4 и Windows 98, содержащему ссылки на приложения. Windows предоставляет такие записи по умолчанию, как Запустить Internet Explorer, и даёт пользователю возможность добавлять несистемные приложения. Простой клик по иконке вызывает запуск программы. Данная панель не всегда включена: например, в Windows XP и Windows 7 она отключена по умолчанию.
- Поле поиска позволяет производить поиск по локальным приложениям, файлам, настройкам и веб-сайтам. Также используется для вызова голосового помощника Кортана (только на поддерживаемых языках). Может быть отключено, или отображаться в сокращённом виде используя контекстное меню панели задач. Присутствует, начиная с Windows 10.
- Кнопка «Представление задач» — при нажатии показывает выполняемые приложения, а также рабочие столы. Кнопка может быть отключена, используя контекстное меню панели задач. Присутствует, начиная с Windows 10.
- Кнопки программ: каждое окно создаёт свою иконку на панели задач. На панели также могут появиться всплывающие окна приложения.
  - В Windows 98 и Windows Desktop Update для Windows 95 была представлена возможность скрыть окно, нажав на его иконку в панели задач.
  - В Windows 2000 были представлены всплывающие уведомления.
  - В Windows ME была добавлена настройка перемещения и изменения размера панели задач.
  - В Windows XP было представлено группирование в панели задач, позволяющее не заполнять полностью панель задач, группируя окна по запущенным приложениям. Нажатие на группу иконок позволяет увидеть все окна приложения.
  - В Windows Vista был представлен быстрый просмотр (Aero Peak). Эта способность обеспечивается диспетчером окон рабочего стола. Подсказка для кнопки «Пуск» больше не подсказывает «Нажмите для старта». Сейчас там написано «Пуск».
  - В Windows 7 был представлен быстрый переход[англ.], открывающий специальное меню, в котором можно открыть недавние документы, папки (в проводнике Windows), разные настройки (так называемые задачи), которые позволяют закреплять приложения или сайты. Быстрый переход открывается нажатием правой кнопкой мыши на иконку. Также файлы или папки могут быть туда прикреплены.
  - В Windows 7 была представлена возможность прикреплять приложения к панели задач, чтобы быстрее запускать их. Ранее это реализовывалось с помощью быстрого запуска.
  - В Windows 7 были удалены некоторые объективные части панели[англ.].
- Область уведомлений — часть панели управления, которая показывает иконки для различных приложений, в том числе управление громкостью. Содержит главным образом системные иконки, иконки некоторых программ, например, Winamp использует эту функцию. По умолчанию панель расположена справа снизу на панели на основном мониторе (или слева сверху для некоторых языков) или сверху, если панель расположена вертикально. Часы также расположены рядом. Например, приложение Принтеры отображает очередь документов на печать или приложение драйвера экрана отображает иконку изменения разрешения экрана. По-другому область уведомлений называется системным треем, но это название не является официальным[6][7], однако используется в документации[8][9][10], статьях[11], описаниях приложений[12] и в приложении Bing Desktop[англ.]. Реймонд Чен (англ. Raymond Chen) предполагает, что название возникло из-за конфликта с systray.exe, маленькой программой, управляющей иконками в трее Windows 95.[4] Также есть название область статусов, введённое Microsoft.[8][13][14]
  - В старых версиях Windows область уведомлений могла иметь только 16 цветов. В Windows ME было добавлена поддержка High color[англ.].
  - Начиная с Windows XP можно изменить настройку показа панели: скрывать при неиспользовании или показывать всегда.
  - Начиная с Windows Vista область уведомлений была поделена на две части; первая включала в себя часы, системные приложения, громкость, сеть и энергопотребление. Вторая часть включает в себя остальные приложения.
  - В Windows 10 был добавлен центр уведомлений.
- Начиная с Windows 95 Desktop Update, в панели появилась кнопка Показать рабочий стол как стандартный ярлык, автоматически скрывающий все открытые окна. В Windows 7 кнопка Показать рабочий стол перешла на правую сторону. Если функция «Aero Peek» активирована, то подведение к кнопке вызывает простой показ рабочего стола, а отведение скрывает показ.

### Персонализация
Панель задач Windows может быть изменена по разным причинам. Позиция панели может быть изменена. Начиная с Windows Server 2008 панель расположена на одном экране, программа UltraMon позволяет располагать панель на всех экранах, если их несколько. Когда панель расположена вертикально в системах версии ниже Windows Vista, кнопка «Пуск» показывает слово «Пуск», в отличие от полной фразы. Когда панель изменяет высоту (или ширину, если панель расположена вертикально) под иконками появляются названия окон и приложений.
Пользователь может изменить высоту (или ширину, если панель расположена вертикально) до половины экрана. Чтобы избежать случайного изменения размера, в Windows XP была встроена блокировка от изменения панели. Когда панель разблокирована, появляются «бегунки», позволяющие с помощью мыши изменять размер панели или её частей. Эти бегунки могут быть перемещены по всей панели или экрану.
Когда панель управления скрыта, то её можно отобразить простым наведением на тот край, куда скрылась панель. В Windows 7 панель задач не позволяет закреплять папки, за неё это делает ярлыки в приложении проводника Windows. Также это возможно с помощью сторонних программ, например, утилита Winaero Taskbar Pinner может дать возможность прикреплять к панели задач любой ярлык.

### Панель инструментов
Другие панели, называемые «Инструментами» (англ. tooltip), могут быть добавлены на панель инструментов. Windows включает представленные инструменты, но не показывает их по умолчанию (за исключением панели быстрого запуска в некоторых версиях).
- Адреса. Включает адрес-бар, похожий на адрес-бар в Internet Explorer.
- Проигрыватель Windows Media. Опционально показывает уменьшенный Проигрыватель Windows Media.
- Ссылки. Ссылки из папки Ссылки. Обычно показывает ссылки на сайты.
- Сенсорная панель. Включает кнопку для показа панели для планшетного компьютера.
- Рабочий стол. Включает ярлыки с рабочего стола. Позволяет быстро получать ярлыки, не выходя на рабочий стол.
- Быстрый запуск. Включает ярлыки Internet Explorer, приложения для электронной почты и ссылки на рабочий стол. В Windows Vista добавлена ссылка на Windows Aero.
- Языковая панель. Включает в себя переключатель языков для клавиатуры.

В дополнение Windows поддерживает функцию «Application Desktop Toolbars» (или «appbands»), позволяющую создавать дополнительные панели и не дающую накладывать другие приложения.
- Настройки панели в Windows 95 и Windows 98 могут быть открыты с помощью зажатия CTRL и клика на панель, однако появившаяся панель не отвечает на запросы. Настройка может быть найдена и в последних версиях[21].

## OS X
Dock — это панель задач для OS X и её предшественника NeXTSTEP. Панель в OS X является ориентированной на приложения. Запуск приложения можно сделать с помощью одного клика по иконке. Также существует меню, активируемое правым кликом на иконку и вызывающее окно приложения и другие функции приложения. Свёрнутое приложение может быть скрыто в Dock-панель, в секции справа. Корзина также находится на Dock-панели, и используется для удаления файлов и приложений. Например, перемещение части текста в корзину перемещает удалённую часть текста в корзину.
Справа экрана в OS X расположена панель меню, содержащая виджеты и другие возможности, названные экстра-меню.

## Android
Стиль Windows 8 в несистемных приложениях для Android реализуют панель задач.

## Unix-like

### KDE
В KDE 3 и ранее панель задач запускалась с помощью программы Kicker, которая показывала панели, содержащие апплеты. Апплеты могли быть свободно перемещены, например, панель уведомлений может быть убрана с панели. Панель может быть перемещена наверх и другие стороны экрана. Существует возможность изменять высоту или ширину от 24 до 256 пикселей. Также могут быть добавлены дополнительные панели, могущие располагаться в другом месте, например, одна панель слева, а другая — справа (одна закреплённая, а другая скрывающаяся). Начиная с KDE Plasma 5, панель реализована с помощью виджетов.

### GNOME
Подобным образом в GNOME 2 используется собственный тип панели (панель GNOME). По умолчанию GNOME 2 обычно содержит две широких панели сверху и снизу. Панель сверху содержит меню Приложения, Переходы и Система. Также там есть запущенные приложения, место для файловой системы, настройки системы и административные утилиты.
Панель снизу обычно используется для вывода на экран часов и области уведомлений, панель сверху позволяет переключаться между рабочими столами, окнами и кнопка скрытия всех приложений. Панель также может содержать виджеты, названные апплетами. Также там могут располагаться ярлыки приложений, поиск и прочее. Это всё может быть перемещено, удалено или настроено.

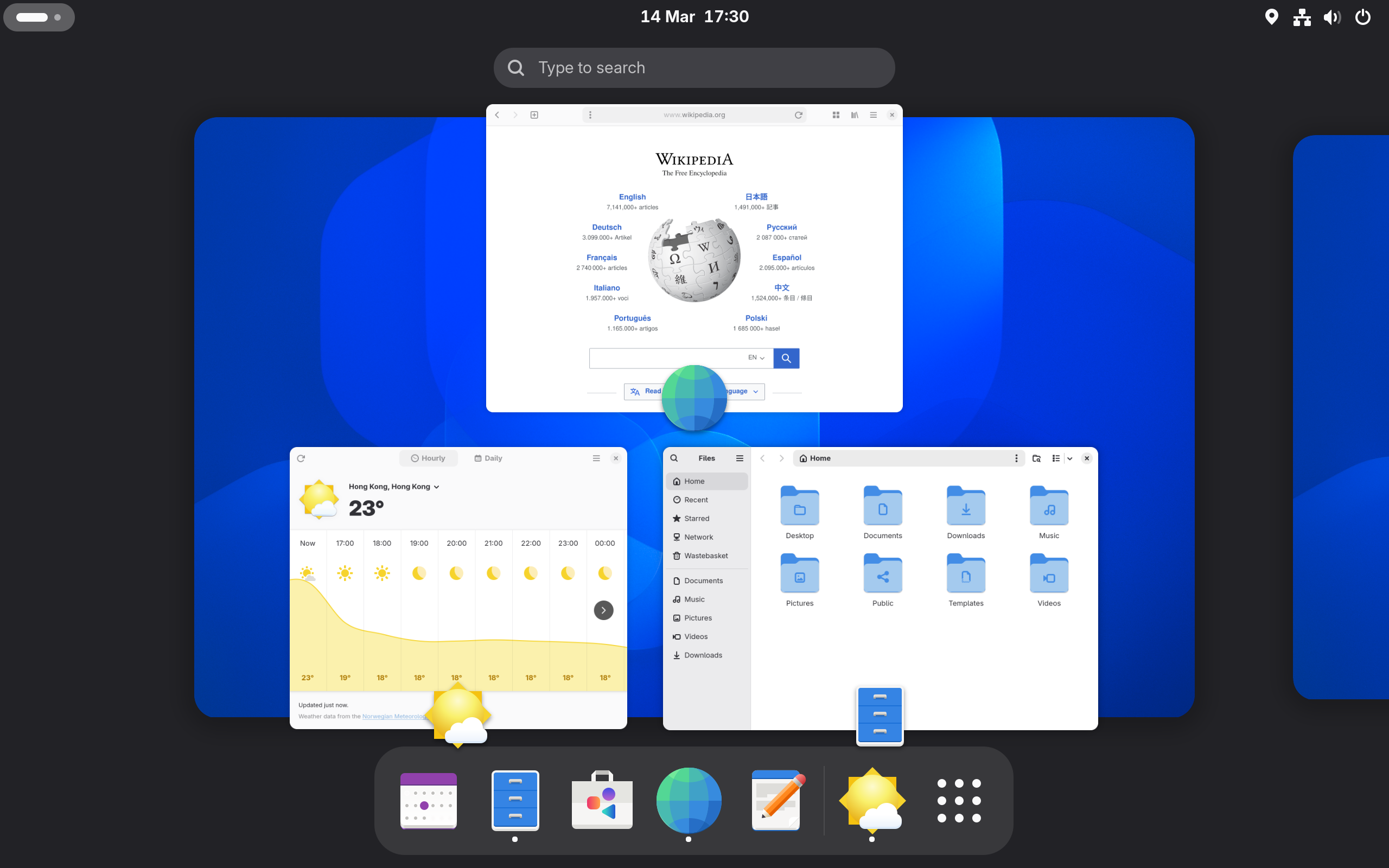
GNOME 3.0, апрель 2011

В GNOME 3 панель была перемещена в GNOME Shell, который состоит из панели сверху, содержащей кнопку Активность слева, часов в центре и панель уведомлений справа. GNOME Shell не содержит традиционную панель управления и окно не может быть скрыто; пользователь может управлять окнами, рабочими столами и запускать приложения (либо с помощью панели на краю экрана, либо с помощью поиска) из Главного меню. В GNOME 3.8 был представлен Классический режим, где были представлены элементы из GNOME 2 в GNOME Shell с помощью расширений.

### Другие среды Unix
Эти среды рабочего стола имеют собственную панель задач:
- Xfce
- LXDE
- Cinnamon
- MATE

Автономные менеджеры окон позволяют запускать панель задач:
- Fluxbox
- FVWM95[англ.]
- IceWM
- JWM
- Qvwm[англ.]
- WindowLab[англ.]
- Window Maker

Программы, позволяющие запускать панели задач, обычно используют Avant Window Navigator, pypanel, fbpanel, perlpanel, tint2 и проч.